# Maldeghem
Maldeghem, en néerlandais Maldegem, est une commune néerlandophone de Belgique située en Région flamande, dans la province de Flandre-Orientale. Elle est la plus étendue de la province de Flandre-Orientale.
Points d'intérêt : La gare du Stoomcentrum Maldegem (chemin de fer touristique), l'église, le cimetière canadien, l'hôtel de ville.

## Géographie

### Sections de la commune
| # | Section          | Superf. (km²) | Habitants (2020) | Habitants par km² | Code INS |
| - | ---------------- | ------------- | ---------------- | ----------------- | -------- |
| 1 | Maldegem (I)     | 63,41         | 16.762           | 264               | 43010A   |
| 2 | Middelburg (III) | 5,98          | 672              | 112               | 43010B   |
| 3 | Adegem (II)      | 26,14         | 6.522            | 250               | 43010C   |

### Localités
- Maldegem: Kleit (IV) et Donk (V)

### Communes limitrophes
- a. Sint-Laureins
- b. Eeklo
- c. Oostwinkel (Lievegem)
- d. Ursel (Aalter)
- e. Knesselare (Aalter)
- f. Oedelem (Beernem)
- g. Sijsele (Damme)
- h. Moerkerke (Damme)
- i. Lapscheure (Damme)

## Histoire
- Un camp romain daté de 171-173 après J.-C. appelé camp de Maldegem a été fouillé de 1984 à 1992. Il s'étendait sur une superficie carrée de plus de 155 mètres de côté. Il a fait partie de la campagne de Didius Julianus contre le raid des Chauques sur la côte[2],[3].
- Quelques champs étaient présents à l'époque carolingienne, vers 800. Le village de Maldegem s'est développé sur l' Anversse Heirweg, du côté nord d'une crête de sable, là où cette route traversait le Harinkweg, qui allait d'Aardenburg à Courtrai. Au sud de la ville se trouvait le Maldegemveld, une vaste région de tourbes. Elle a été exploitée à partir du XIIe siècle par le prieuré de Papingloo (à partir de 1127), l'Abbaye de Ter Doest via la ferme-abbaye de Burkel (à partir de 1230) et l'abbaye de Zoetendale (à partir de 1215), dans le nord, qui en plus d'un conflit sur l'exploitation de la bruyère conduit à un conflit pour la réclamation de terres.
- Vers 1030, plusieurs maisons sont construites dans la commune. En 2024, des archéologues ont découvert sur un puits dont l’un des panneaux en bois reprenait le croquis d’une habitation médiévale. Le dessin est daté de cette époque[4].
- À partir de 1075 environ, Maldegem était une seigneurie d'importance. L'amt de Maldeghem, appartenant à la châtellenie du Franc de Bruges, comprenait, en plus de l'actuel Maldeghem, également Adegem et Saint-Laurent.
- La ville est surnommée "die Loyale", nom qu'elle obtient à l'arrivée de Philippe III de Maldeghem qui se distingua en 1300 par sa fidélité au comte flamand Guy de Dampierre. Plus tard, ce nom a ensuite été repris par la ville elle-même.
- En 1442, Roland d'Uytkercke est inhumé dans l'église.
- En 1577,durant les guerres de religion, la nef de l'église a été détruite.
- Commune rurale au sol marécageux, elle ne comptait que quelques hameaux jusqu'au XIVe siècle, où un édit de Louis II de Flandre, dit Louis de Mâle, dont la ville tire son nom, accorde à la ville d'organiser un marché annuel.
- On trouve trace en 1404 d'une sentence des échevins de Maldeghem, par laquelle l'abbaye du repos de Notre-Dame de Marquette est condamnée à payer au prieuré de Papingloo (nl), une redevance de 5 liv. 15 esc. pour ses terres situées à Maldeghem[5].
- Au milieu du XVIe siècle, la région adopte les idées calvinistes et les édifices religieux font les frais de l'iconoclasme.
- Au début du XVIIe siècle, aux armées hollandaises succèdent alternativement les françaises et espagnoles, exigeant au passage des vivres et de l'argent. En 1684, les Français brûlent les maisons car les paysans ne peuvent honorer leurs visiteurs.
- La baronnie de Mâle est propriété du chevalier Gaspard de Gourcy.
- Cette période de misère se termine avec la signature de la paix d'Utrecht en 1713 qui place la région sous régime autrichien.
- Après quelques décennies de calme, le pays reste pauvre et un courant patriotique se crée : la révolution brabançonne se libère de la domination autrichienne et voit l'émergence éphémère des États belgiques unis.
- Le pays se développe sous la domination française entre 1795 et 1815 (routes, enseignement, code civil...) bien que les populations locales, très catholiques, vivent mal cette période (au moins jusqu'au Concordat de 1801).
- La courte période hollandaise n'a pas eu beaucoup d'impact sur Maldeghem. L'industrialisation de l'activité textile, qui prive les ménages ruraux des revenus du tissage, et une récolte de pommes de terre calamiteuse en 1845 affaiblissent la région, alors qu'en 1847 une épidémie de typhus décime la moitié de la population.
- En 1785, la route de Bruges à Gand est construite, ce qui fait que l'Anversse Heirweg cesse de servir d'artère de liaison. En 1808, une route vers Breskens fut également construite. En conséquence le marché de Maldeghem a gagné en importance. En 1887, une liaison de tramway avec Breskens a été établie, qui a continué à fonctionner jusqu'en 1949, après quoi elle a été remplacée par une connexion de bus. En 1862, une liaison ferroviaire permet de relier Gand à la ville.
- En 1831, le fort de Strobrugge fut le théâtre d'escarmouches dans le contexte de la révolte belge, conduisant à l'indépendance belge.
- En 1859, le creusement du canal de Schipdonk apporte à l'entité une installation industrielle. En 1862, le chemin de fer entre Gand et Bruges connecta définitivement l'entité aux régions avoisinantes.
- De 1846 à 1847, il y eut une crise et des écoles de dentelle furent créées pour accueillir les filles et les femmes au chômage. À la fin du XIXe siècle, il y avait de nombreuses activités, comme les brasseries, les distilleries de gin, les tanneries, les moulins, les moulins à balais, les briqueteries, les vanneries et les sabotiers.
- Après la charge de Burkel et le combat de Maldeghem le lendemain, l'entité sera bombardée lors du retrait des forces ennemies en 1918, et beaucoup plus fréquemment durant la seconde guerre mondiale, du fait de la présence d'un champ d'aviation qui servait de relais aux aviateurs allemands et italiens partant vers l’Angleterre. Une fois libérée, la piste servit de base aux Canadiens qui perdirent plusieurs hommes lors de bombardements ennemis, comme en témoigne le cimetière canadien de la ville.
- Au XXe siècle, on y trouve également la transformation du lin, les entreprises métallurgiques et l'industrie alimentaire. Aujourd'hui, plusieurs parcs d'activités ont pris place dans la périphérie.
- Monsieur Frédéric Dhont meurt le 31 octobre 1956. Il était le dernier héritier propriétaire du château Sainte-Anne. Il passa alors par héritage au baron Pecsteen qui le vendit avec son parc à la commune.

## Héraldique
La commune possède des armoiries qui lui ont été octroyées le 24 novembre 1838 et à nouveau les 7 septembre 1909 et 5 octobre 1988. Elles proviennent des anciennes armoiries des seigneurs de Maldeghem. Les premières armoiries connues d'un seigneur de Maldeghem datent de 1307. Philips, seigneur de Maldeghem, utilisait un sceau avec un chevalier tenant un écu avec une croix et 12 merlettes. Dans le rouleau d'armoiries Gelre du début du XIVe siècle, les armoiries des seigneurs de Maldeghem sont représentées en or avec une croix rouge et 12 merlettes rouges. La première utilisation connue des armoiries par le conseil de Maldeghem date de 1643, date à laquelle les armoiries apparaissent sur le sceau local. Les derniers sceaux portent tous les mêmes armoiries, parfois avec une couronne et parfois avec deux lions. Ces derniers n'ont pas été accordés en 1909.
Le blason de 1838 mentionne les merlettes comme des oies, mais l’image montre les oiseaux appropriés.
|  | Blasonnement : D'or à la croix de gueules accompagnée de douze merlettes posées en orle du même. Source du blasonnement : Heraldy of the World. |

## Démographie

### Évolution démographique: Avant la fusion des communes
- Sources : INS, Rem. : 1831 jusqu'en 1970 = recensements, 1976 = nombre d'habitants au 31 décembre[7].

### Évolution démographique de la commune fusionnée
En tenant compte des anciennes communes entraînées dans la fusion de communes de 1977, on peut dresser l'évolution suivante :
- Source : DGS - Remarque: 1831 jusqu'à 1981=recensement; depuis 1990=nombre d'habitants chaque 1er janvier[8]

## Galerie

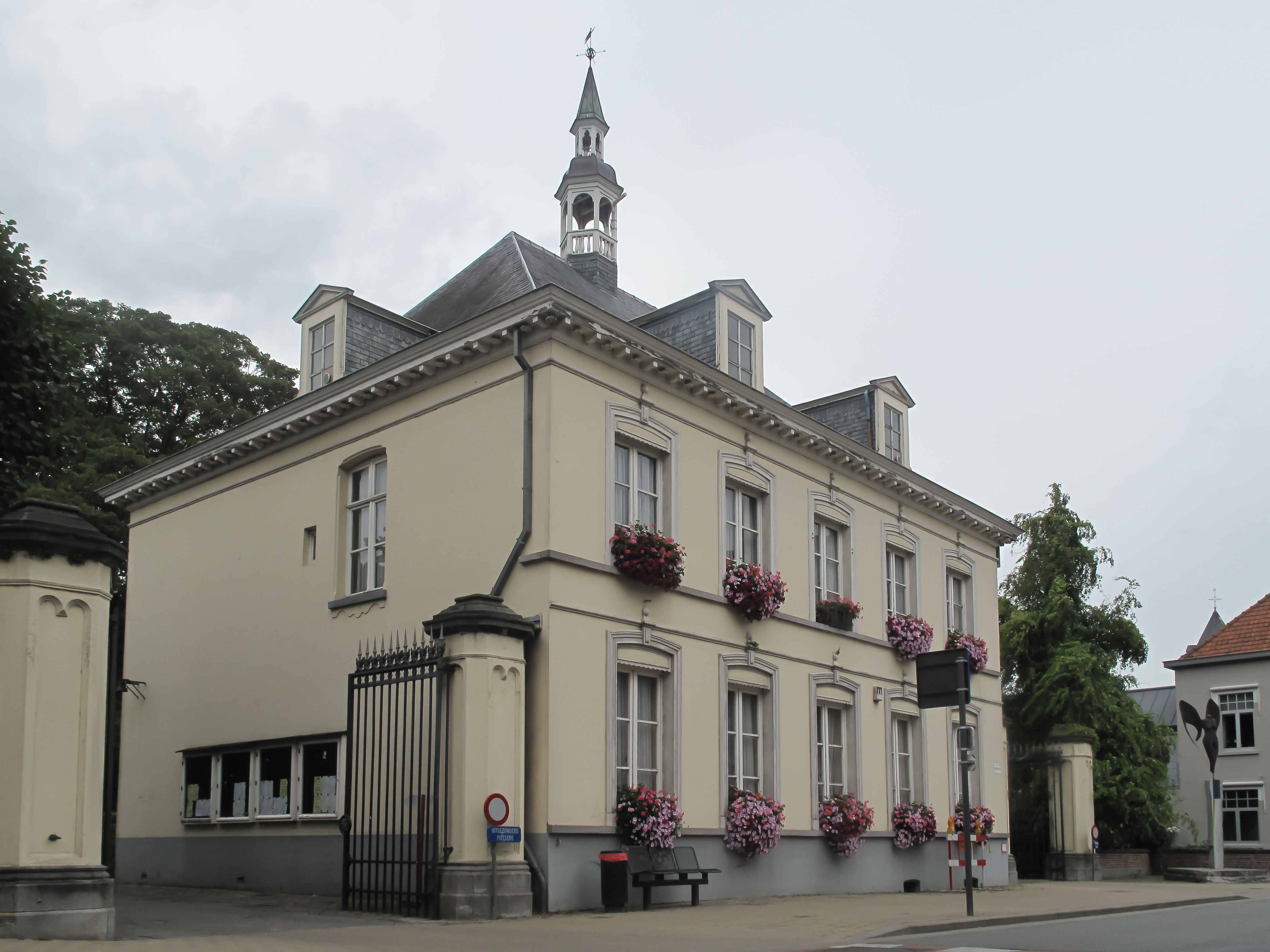
Maldeghem, ancien château Pecsten: het Sint Annakasteel
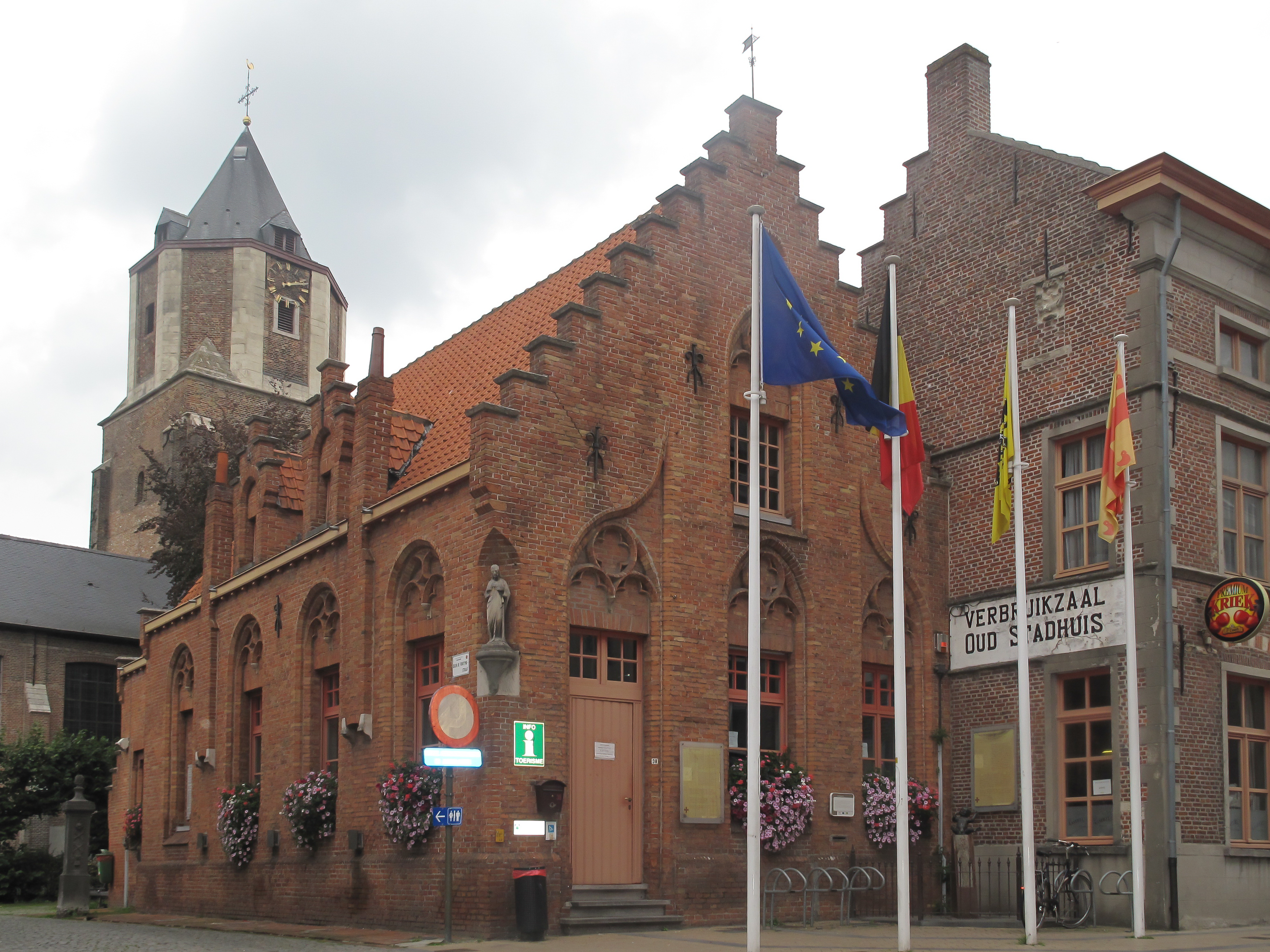
Maldeghem, monument historique: Vieille maison des échevins
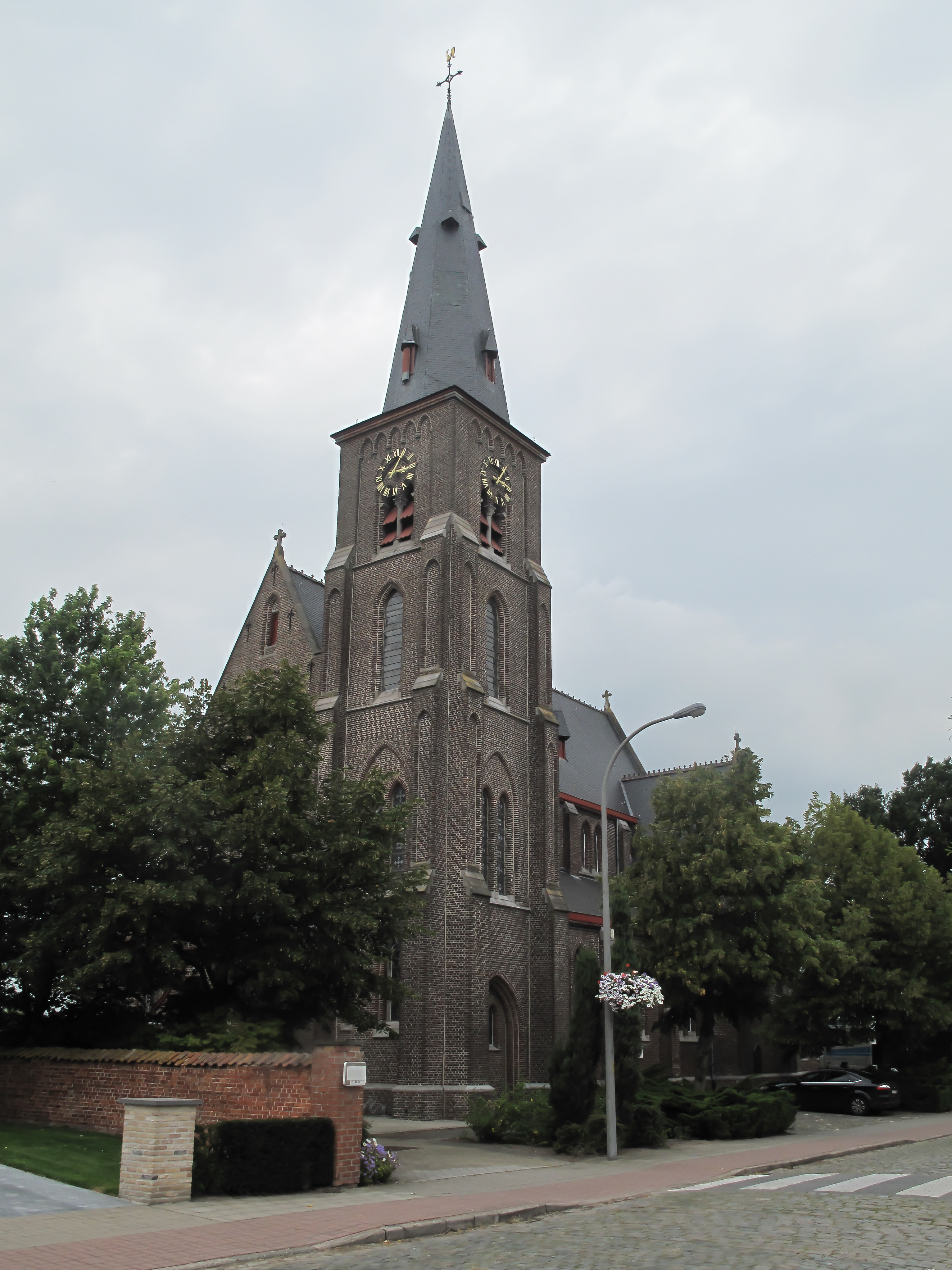
Donk, église Saint-Joseph
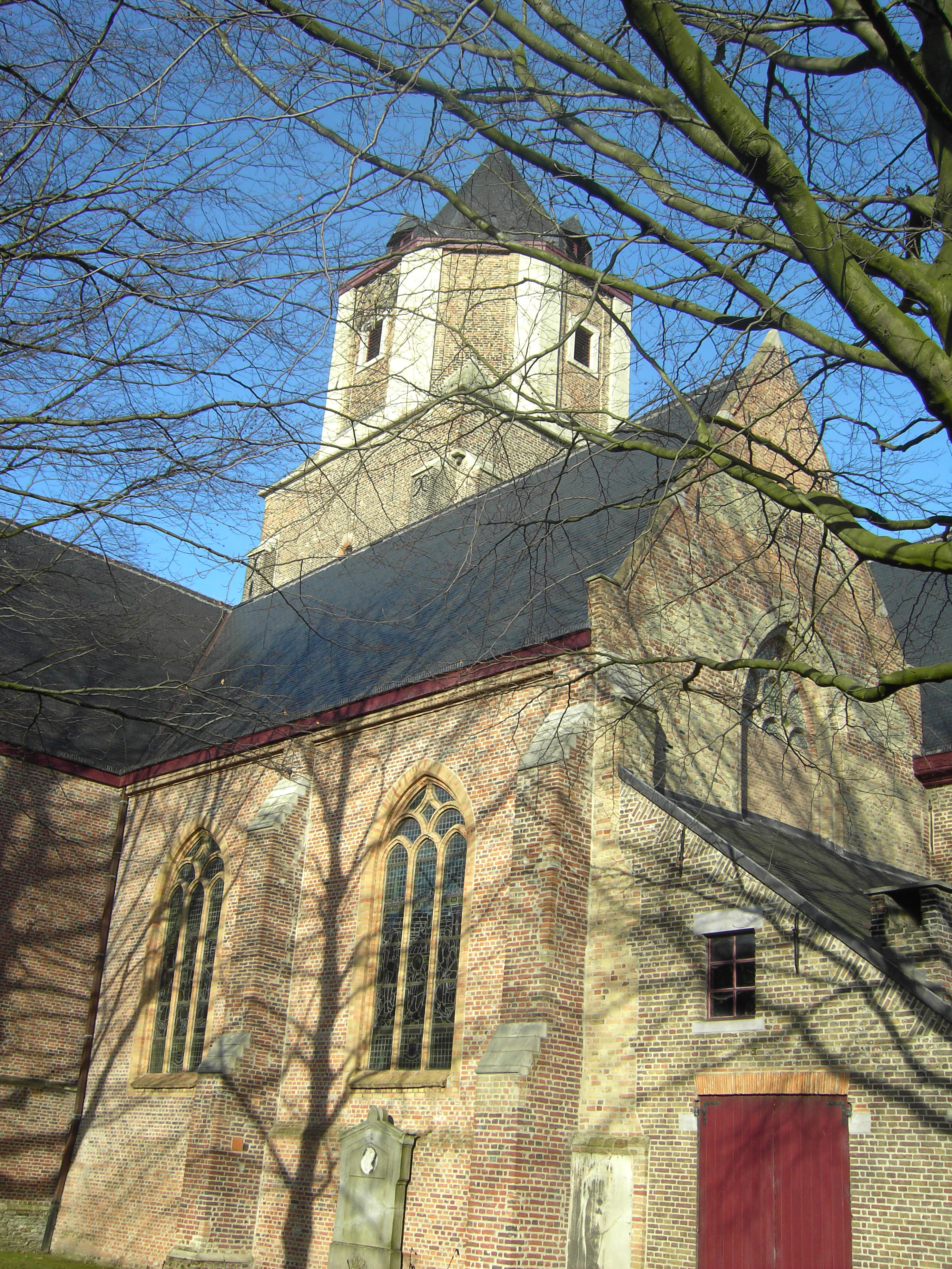
L'église Sainte Barbara
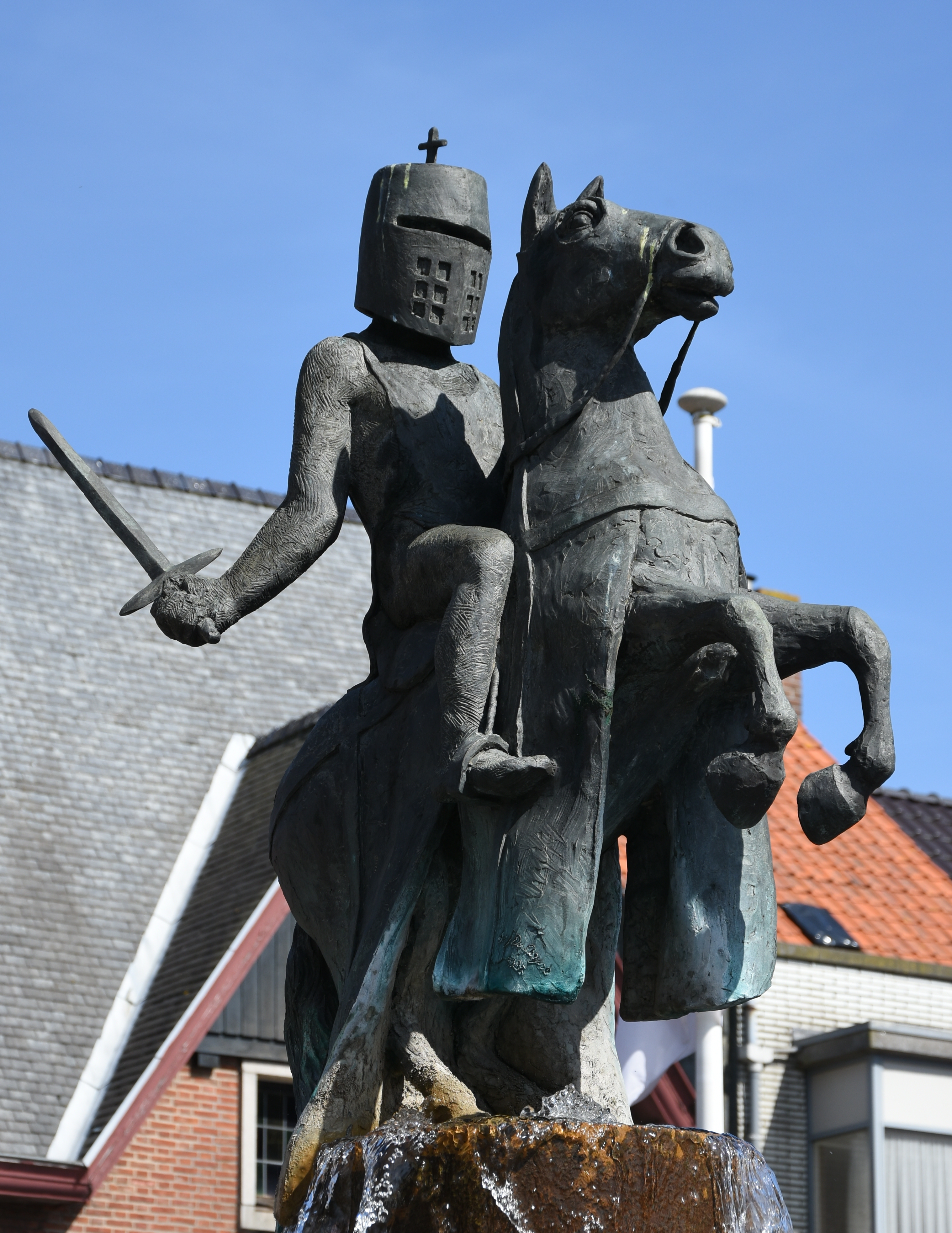
Salomon van Maldeghem (nl) sur la place du marché
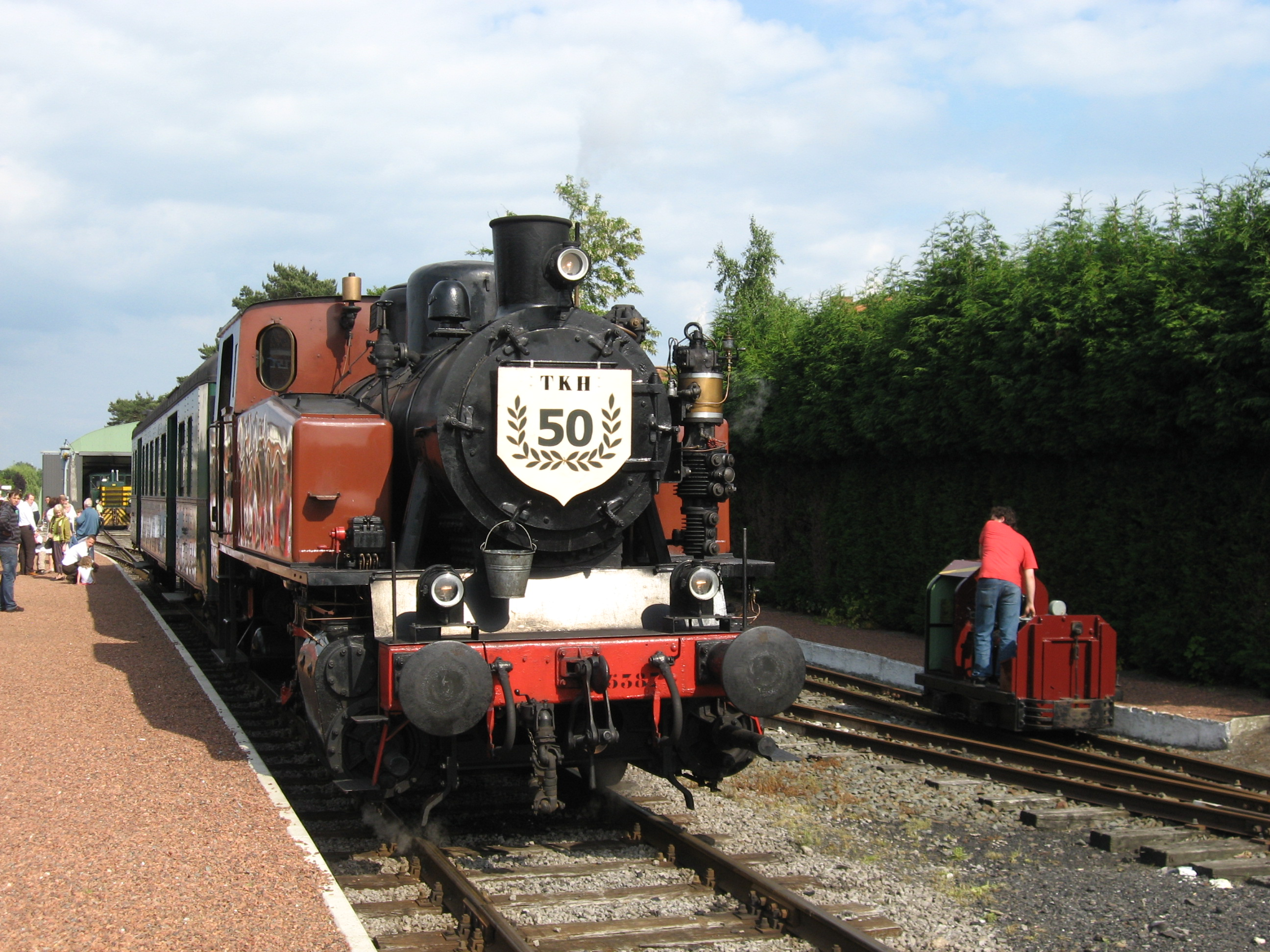
Train à vapeur en gare de Maldegem.